# آبشار دتیفوس
آبشار دتیفوس (به ایسلندی: Dettifoss) آبشاری است به پهنای ۱۰۰ متر که در کشور ایسلند واقع شده‌است و بلندترین ریزشگاه آن ۴۵ متر ارتفاع دارد.
حوضهٔ آبریز این آبشار، رود یوکولسا آ فیولوم است که میانگین سرعت جریان سالیانهٔ آن، ۱۹۳ مترمکعب بر ثانیه است.